# Gran Premio motociclistico della Malesia 1993
Il Gran Premio motociclistico della Malesia 1993 fu il secondo Gran Premio della stagione e si disputò il 4 aprile 1993 sul circuito di Shah Alam.
Nella classe 500 fu Wayne Rainey su Yamaha a tagliare il traguardo in prima posizione, davanti alla Honda di Daryl Beattie e alla Suzuki di Kevin Schwantz, partito in prima posizione. Luca Cadalora, rimasto fermo in griglia all'inizio del giro di ricognizione con il motore spento, venne colpito da Jeremy McWilliams; nessuno dei due riuscì a prendere il via alla gara.
Nella classe 250 la procedura di partenza fu eseguita due volte: infatti si era reso necessario annullare la prima a causa di un errore del direttore di gara, che aveva fatto scattare in contemporanea la luce rossa e quella verde del semaforo provocando anche confusione tra i piloti; nel corso del primo giro quindi venne esposta la bandiera rossa e più tardi la gara venne fatta ripartire regolarmente. Alla fine la vittoria andò a Nobuatsu Aoki, al primo successo nel motomondiale, davanti a Tetsuya Harada e Loris Capirossi, partito in pole position; tuttavia quest'ultimo dopo la gara, insieme ad altri piloti di tutte e tre le classi, subì una penalità di un minuto sul tempo di gara per aver anticipato la partenza e dovette retrocedere in 12ª posizione; pertanto il podio fu completato da un terzo giapponese, Tadayuki Okada.
Nella classe 125 vinse per la seconda volta su due gare Dirk Raudies, partito dalla pole, il quale giunse all'arrivo davanti a Kazuto Sakata e Takeshi Tsujimura.

## Classe 500

### Arrivati al traguardo
| Pos. | Nº | Pilota            | Squadra                 | Motocicletta  | Giri | Tempo     | Griglia | Punti |
| ---- | -- | ----------------- | ----------------------- | ------------- | ---- | --------- | ------- | ----- |
| 1º   | 1  | Wayne Rainey      | Marlboro Team Roberts   | Yamaha        | 31   | 44:54.102 | 3       | 25    |
| 2º   | 4  | Daryl Beattie     | Rothmans Honda          | Honda         | 31   | +6.145    | 2       | 20    |
| 3º   | 34 | Kevin Schwantz    | Lucky Strike Suzuki     | Suzuki        | 31   | +18.367   | 1       | 16    |
| 4º   | 2  | Mick Doohan       | Rothmans Honda          | Honda         | 31   | +20.973   | 5       | 13    |
| 5º   | 8  | Àlex Crivillé     | Marlboro Honda Pons     | Honda         | 31   | +21.715   | 4       | 11    |
| 6º   | 6  | Shin'ichi Itō     | HRC Rothmans Honda      | Honda         | 31   | +29.770   | 6       | 10    |
| 7º   | 9  | Alex Barros       | Lucky Strike Suzuki     | Suzuki        | 31   | +32.602   | 7       | 9     |
| 8º   | 11 | Niall Mackenzie   | Valvoline Team WCM      | ROC Yamaha    | 31   | +1:04.514 | 9       | 8     |
| 9º   | 5  | Doug Chandler     | Cagiva Team Agostini    | Cagiva        | 31   | +1:15.848 | 10      | 7     |
| 10º  | 12 | Mat Mladin        | Cagiva Team Agostini    | Cagiva        | 30   | +1 giro   | 11      | 6     |
| 11º  | 21 | Laurent Naveau    | Euro Team               | ROC Yamaha    | 30   | +1 giro   | 17      | 5     |
| 12º  | 28 | John Reynolds     | Padgett's Motorcycles   | Harris Yamaha | 30   | +1 giro   | 14      | 4     |
| 13º  | 30 | Juan López Mella  | Lopez Mella Racing      | ROC Yamaha    | 30   | +1 giro   | 13      | 3     |
| 14º  | 29 | Sean Emmett       | Shell Team Harris       | Harris Yamaha | 30   | +1 giro   | 21      | 2     |
| 15º  | 27 | Renzo Colleoni    | Team Elit               | ROC Yamaha    | 30   | +1 giro   | 22      | 1     |
| 16º  | 36 | Lucio Pedercini   | Team Pedercini          | ROC Yamaha    | 30   | +1 giro   | 24      |       |
| 17º  | 16 | Michael Rudroff   | Rallye Sport            | Harris Yamaha | 30   | +1 giro   | 23      |       |
| 18º  | 23 | Serge David       | Team ROC                | ROC Yamaha    | 30   | +1 giro   | 15      |       |
| 19º  | 24 | Cees Doorakkers   | Doorakkers Racing       | Harris Yamaha | 30   | +1 giro   | 25      |       |
| 20º  | 25 | Thierry Crine     | Ville de Paris          | ROC Yamaha    | 30   | +1 giro   | 27      |       |
| 21º  | 33 | Andreas Meklau    | Austrian Racing Company | ROC Yamaha    | 30   | +1 giro   | 28      |       |
| 22º  | 31 | Bruno Bonhuil     | MTD Objectif 500        | ROC Yamaha    | 30   | +1 giro   | 26      |       |
| 23º  | 13 | Toshiyuki Arakaki | Team ROC                | ROC Yamaha    | 30   | +1 giro   | 18      |       |
| 24º  | 22 | Kevin Mitchell    | MBM Racing              | Harris Yamaha | 30   | +1 giro   | 20      |       |
| 25º  | 35 | Jean Luc Romanens | Argus Racing            | ROC Yamaha    | 29   | +2 giri   | 32      |       |
| 26º  | 44 | Allan Scott       | Team Harris             | Harris Yamaha | 29   | +2 giri   | 30      |       |

### Ritirati
| Nº | Pilota          | Squadra             | Motocicletta | Giri | Griglia |
| -- | --------------- | ------------------- | ------------ | ---- | ------- |
| 32 | José Kuhn       | Euromoto            | ROC Yamaha   | 13   | 19      |
| 15 | Tsutomu Udagawa | Team Udagawa        | ROC Yamaha   | 8    | 29      |
| 18 | Bernard Garcia  | Yamaha Motor France | ROC Yamaha   | 7    | 12      |
| 14 | Marco Papa      | Librenti Corse      | Librenti     | 6    | 31      |

### Non partiti
| Nº | Pilota            | Squadra               | Motocicletta | Griglia |
| -- | ----------------- | --------------------- | ------------ | ------- |
| 7  | Luca Cadalora     | Marlboro Team Roberts | Yamaha       | 8       |
| 20 | Jeremy McWilliams | Millar Racing         | Yamaha       | 16      |

## Classe 250

### Arrivati al traguardo
| Pos | Nº | Pilota                    | Moto    | Giri | Tempo     | Griglia | Punti |
| --- | -- | ------------------------- | ------- | ---- | --------- | ------- | ----- |
| 1   | 14 | Nobuatsu Aoki             | Honda   | 29   | 42:36.014 | 3       | 25    |
| 2   | 31 | Tetsuya Harada            | Yamaha  | 29   | +0.327    | 4       | 20    |
| 3   | 18 | Tadayuki Okada            | Honda   | 29   | +4.155    | 6       | 16    |
| 4   | 10 | Doriano Romboni           | Honda   | 29   | +17.065   | 7       | 13    |
| 5   | 19 | John Kocinski             | Suzuki  | 29   | +17.284   | 8       | 11    |
| 6   | 4  | Helmut Bradl              | Honda   | 29   | +28.439   | 9       | 10    |
| 7   | 13 | Loris Reggiani            | Aprilia | 29   | +34.492   | 14      | 9     |
| 8   | 6  | Alberto Puig              | Honda   | 29   | +39.311   | 16      | 8     |
| 9   | 3  | Pierfrancesco Chili       | Yamaha  | 29   | +46.177   | 13      | 7     |
| 10  | 34 | Luis d'Antín              | Honda   | 29   | +56.627   | 18      | 6     |
| 11  | 28 | Adrian Bosshard           | Honda   | 29   | +1:00.545 | 15      | 5     |
| 12  | 65 | Loris Capirossi           | Honda   | 29   | +1:03.963 | 1       | 4     |
| 13  | 24 | Patrick van den Goorbergh | Aprilia | 29   | +1:05.482 | 24      | 3     |
| 14  | 16 | Andreas Preining          | Aprilia | 29   | +1:10.361 | 23      | 2     |
| 15  | 20 | Eskil Suter               | Aprilia | 29   | +1:14.488 | 20      | 1     |
| 16  | 44 | Jean-Michel Bayle         | Aprilia | 29   | +1:14.674 | 19      |       |
| 17  | 5  | Max Biaggi                | Honda   | 29   | +1:15.699 | 5       |       |
| 18  | 8  | Carlos Cardús             | Honda   | 29   | +1:22.831 | 2       |       |
| 19  | 17 | Jean-Philippe Ruggia      | Aprilia | 29   | +1:58.018 | 11      |       |
| 20  | 25 | Jurgen van den Goorbergh  | Aprilia | 28   | +1 giro   | 28      |       |
| 21  | 22 | Luis Maurel               | Aprilia | 28   | +1 giro   | 31      |       |
| 22  | 26 | Bernd Kassner             | Aprilia | 28   | +1 giro   | 30      |       |
| 23  | 23 | Bernard Haenggeli         | Aprilia | 28   | +1 giro   | 21      |       |
| 24  | 48 | Shahrun Nizam             | Yamaha  | 28   | +1 giro   | 33      |       |
| 25  | 32 | Volker Bähr               | Honda   | 28   | +1 giro   | 34      |       |
| 26  | 43 | Massimo Pennacchioli      | Honda   | 28   | +1 giro   | 35      |       |

### Ritirati
| Nº | Pilota           | Moto    | Giri | Griglia |
| -- | ---------------- | ------- | ---- | ------- |
| 7  | Jochen Schmid    | Yamaha  | 25   | 12      |
| 27 | Frédéric Protat  | Aprilia | 24   | 25      |
| 30 | Juan Borja       | Honda   | 14   | 29      |
| 49 | Veng Kit Tong    | Honda   | 13   | 36      |
| 12 | Gabriele Debbia  | Honda   | 8    | 32      |
| 15 | Nobuyuki Wakai   | Suzuki  | 6    | 26      |
| 11 | Wilco Zeelenberg | Aprilia | 1    | 10      |

### Non partiti
| Nº | Pilota              | Moto    | Griglia |
| -- | ------------------- | ------- | ------- |
| 21 | Paolo Casoli        | Gilera  | 17      |
| 39 | Alessandro Gramigni | Gilera  | 22      |
| 51 | Jean Pierre Jeandat | Aprilia | 27      |

## Classe 125

### Arrivati al traguardo
| Pos | Nº | Pilota             | Moto    | Giri | Tempo     | Griglia | Punti |
| --- | -- | ------------------ | ------- | ---- | --------- | ------- | ----- |
| 1   | 5  | Dirk Raudies       | Honda   | 29   | 45:16.181 | 1       | 25    |
| 2   | 8  | Kazuto Sakata      | Honda   | 29   | +7.743    | 2       | 20    |
| 3   | 36 | Takeshi Tsujimura  | Honda   | 29   | +10.188   | 7       | 16    |
| 4   | 7  | Noboru Ueda        | Honda   | 29   | +11.779   | 6       | 13    |
| 5   | 3  | Ralf Waldmann      | Aprilia | 29   | +15.188   | 9       | 11    |
| 6   | 32 | Masafumi Ono       | Honda   | 29   | +20.120   | 13      | 10    |
| 7   | 14 | Oliver Koch        | Honda   | 29   | +23.945   | 5       | 9     |
| 8   | 2  | Fausto Gresini     | Honda   | 29   | +28.079   | 12      | 8     |
| 9   | 12 | Herri Torrontegui  | Aprilia | 29   | +28.259   | 11      | 7     |
| 10  | 6  | Jorge Martínez     | Honda   | 29   | +41.178   | 10      | 6     |
| 11  | 24 | Haruchika Aoki     | Honda   | 29   | +46.397   | 14      | 5     |
| 12  | 15 | Oliver Petrucciani | Aprilia | 29   | +57.480   | 15      | 4     |
| 13  | 33 | Stefan Prein       | Honda   | 29   | +1:08.723 | 20      | 3     |
| 14  | 28 | Luigi Ancona       | Honda   | 29   | +1:20.506 | 23      | 2     |
| 15  | 29 | Arie Molenaar      | Honda   | 29   | +2:27.884 | 22      | 1     |
| 16  | 21 | Stefan Kurfiss     | Aprilia | 28   | +1 giro   | 21      |       |
| 17  | 37 | Manfred Geissler   | Aprilia | 28   | +1 giro   | 25      |       |

### Ritirati
| Nº | Pilota            | Moto      | Giri | Griglia |
| -- | ----------------- | --------- | ---- | ------- |
| 16 | Ezio Gianola      | Honda     | 28   | 17      |
| 25 | Neil Hodgson      | Honda     | 19   | 29      |
| 20 | Manfred Baumann   | Honda     | 18   | 27      |
| 43 | Manuel Hernández  | Aprilia   | 18   | 19      |
| 34 | Stefano Caracchi  | Rumi      | 14   | 31      |
| 23 | Maik Stief        | Honda     | 13   | 24      |
| 35 | Loek Bodelier     | Honda     | 12   | 16      |
| 17 | Akira Saitō       | Honda     | 8    | 8       |
| 9  | Carlos Giró       | Aprilia   | 6    | 4       |
| 19 | Kin'ya Wada       | Honda     | 5    | 3       |
| 22 | Lucio Cecchinello | Gazzaniga | 4    | 30      |
| 31 | Garry McCoy       | Aprilia   | 4    | 26      |
| 27 | Julián Miralles   | Honda     | 3    | 18      |
| 10 | Hans Spaan        | Rumi      | 0    | 28      |

### Non partito
| Nº | Pilota            | Moto    | Griglia |
| -- | ----------------- | ------- | ------- |
| 30 | Giovanni Palmieri | Aprilia | 32      |